# Ауа
Ауа (англ. Aua) — остров в архипелаге Бисмарка. Часть Западных островов в Папуа — Новой Гвинее. Административно входит в состав провинции Манус региона Айлендс.

## География
Ауа представляет собой небольшой коралловый остров, окружённый коралловыми рифами и расположенный примерно в 900 км к северо-востоку от столицы Папуа — Новой Гвинеи, города Порт-Морсби, и примерно в 255 км к северо-западу от провинциальной столицы Мануса. Находится в западной части архипелага Западный, недалеко от острова Вувулу. Площадь острова составляет около 7 км².

## История

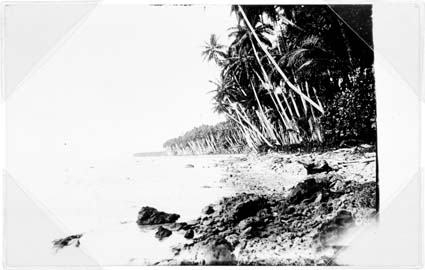
Остров Ауа (снимок 1900 года).

Остров Ауа, как и соседний Вувулу, был открыт 19 августа 1545 года испанским мореплавателем Иньиго Ортисом де Ретесом (исп. Yñigo Ortiz de Retez), посланным с экспедицией испанским королём Филиппом II из города Тидор на Молуккских островах в Новую Испанию. Путешественник дал название островам «Острова Белых Людей» (исп. Islas de Hombres blancos) из-за слегка светлого цвета лица их жителей. 19 сентября 1767 года острова были повторно открыты английским мореплавателем Филиппом Картеретом, который назвал Ауа «островом Дуроур» (англ. Durour) в честь одного из офицеров его судна.
В 1893 году у острова причалил пароход «Ysabel», экипаж которого безуспешно попытался вербовать местных жителей для работы на Германскую Новогвинейскую компанию. Немецкий ботаник Карнбах, находившийся на борту, собрал коллекцию этнографических изделий островитян. В 1899 году на острове побывал датский антрополог Ричард Паркинсон.
В 1903 году на Ауа двумя немецкими колонистами с 12 выходцами с островов Новая Ирландия и Бука был основан торговый пост. Иноземцы были встречены местным населением с подозрением, а в скором времени во время болезни одного из немцев один из колонистов был убит. Боясь возмездия со стороны белых, представители клана Бааруфу (около 900 человек), которые вели борьбу против чужеземцев, бежали на соседние острова Ниниго. Однако в пути каноэ с беглецами попали в шторм. В результате пропало без вести от 600 до 700 человек. Спаслись лишь два каноэ, одно из которых со 100 островитянами доплыло до острова Вувулу, а другое с 75 людьми вернулось обратно на Ауа.

## Население
Традиционно остров был разделён на три округа: Оала на северо-западе, Лароаро на юго-западе и Бааруфу на востоке. Каждый из них возглавлялся вождём, или пуала, титул которого являлся наследственным и передавался строго по мужской линии от отца к сыну. Во главе же деревень также находились вожди, паави, подчинявшиеся пуала. После бегства с острова в 1904 году представителей клана Бааруфу титул пуала исчез. В области социальных отношений между общинниками был распространён матрилокальный и матрилинейный род.
Коренным языком местных жителей является язык вувулу-ауа, имеющий два диалекта: вувулу и ауа. Общее число носителей языка составляет около 1500 человек (2004 год), 1300 из которых проживают на двух одноимённых островах.
На острове имеется взлётно-посадочная полоса.